# 37e sessie van de Commissie voor het Werelderfgoed

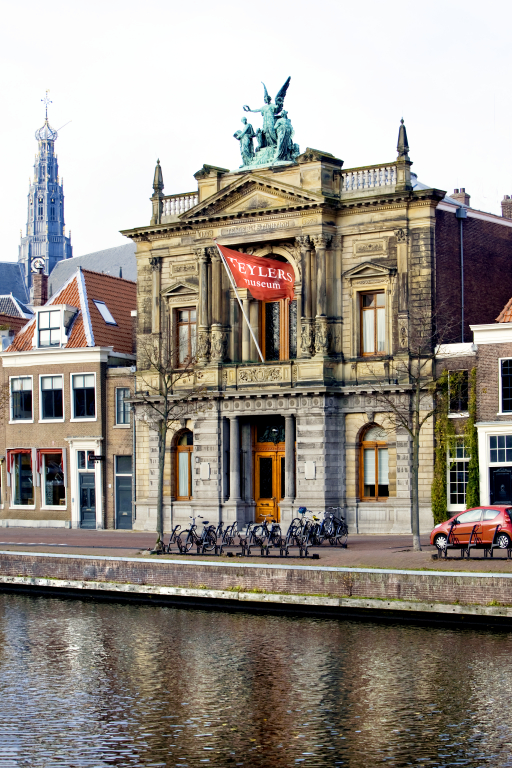
Teylers Museum in Haarlem, Nederland uiteindelijk niet in aanmerking genomen dit jaar

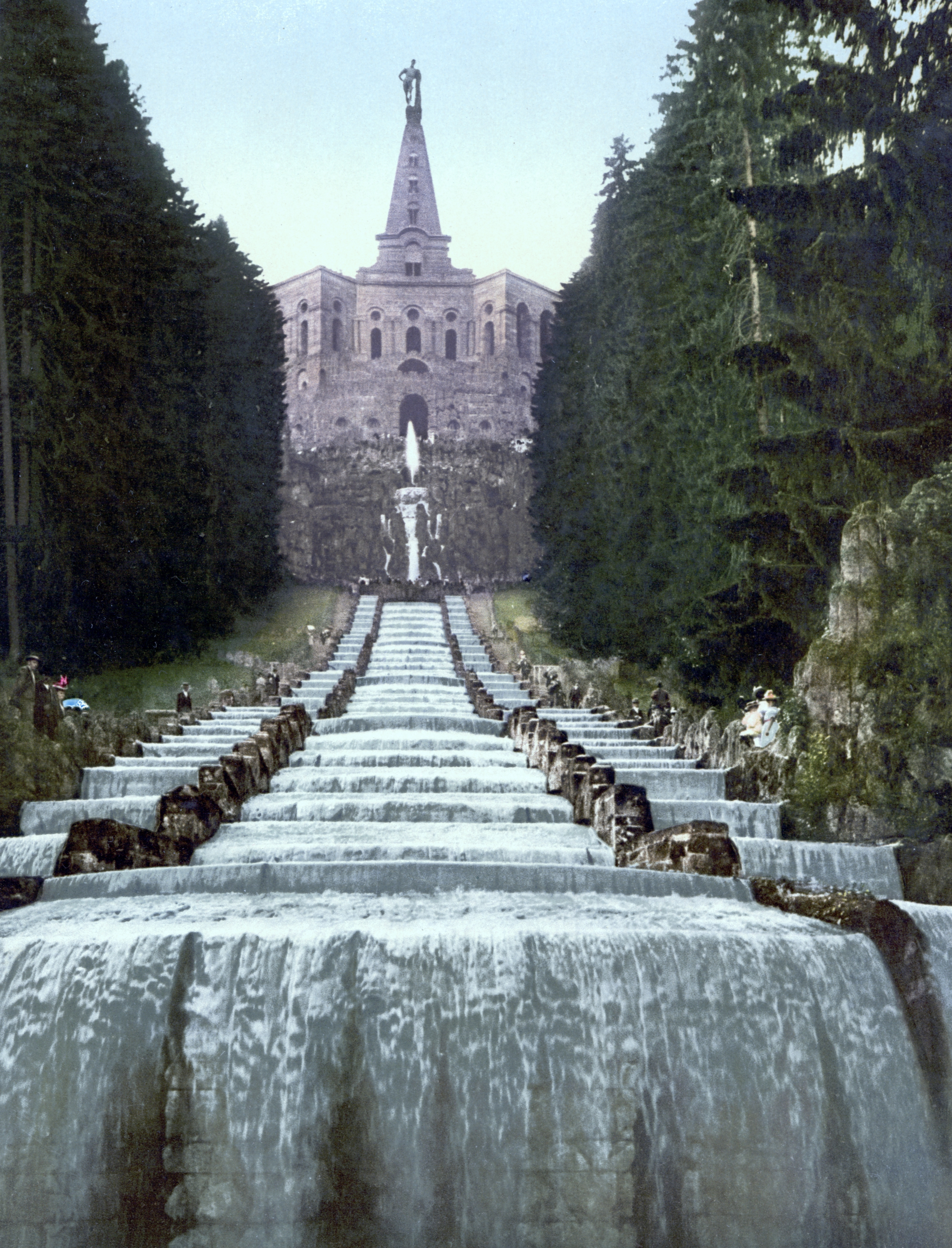
Het Herculesmonument in het Bergpark Wilhelmshöhe

De Etna in Sicilië

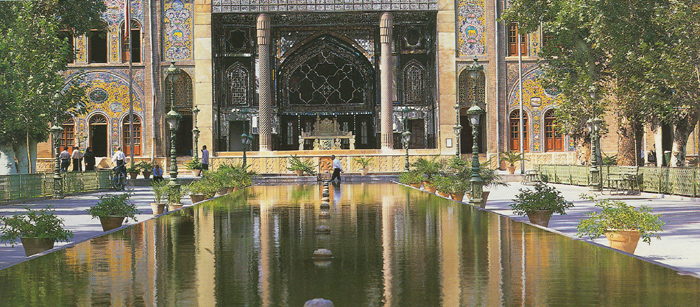
Het Golestanpaleis in de Iraanse hoofdstad Teheran

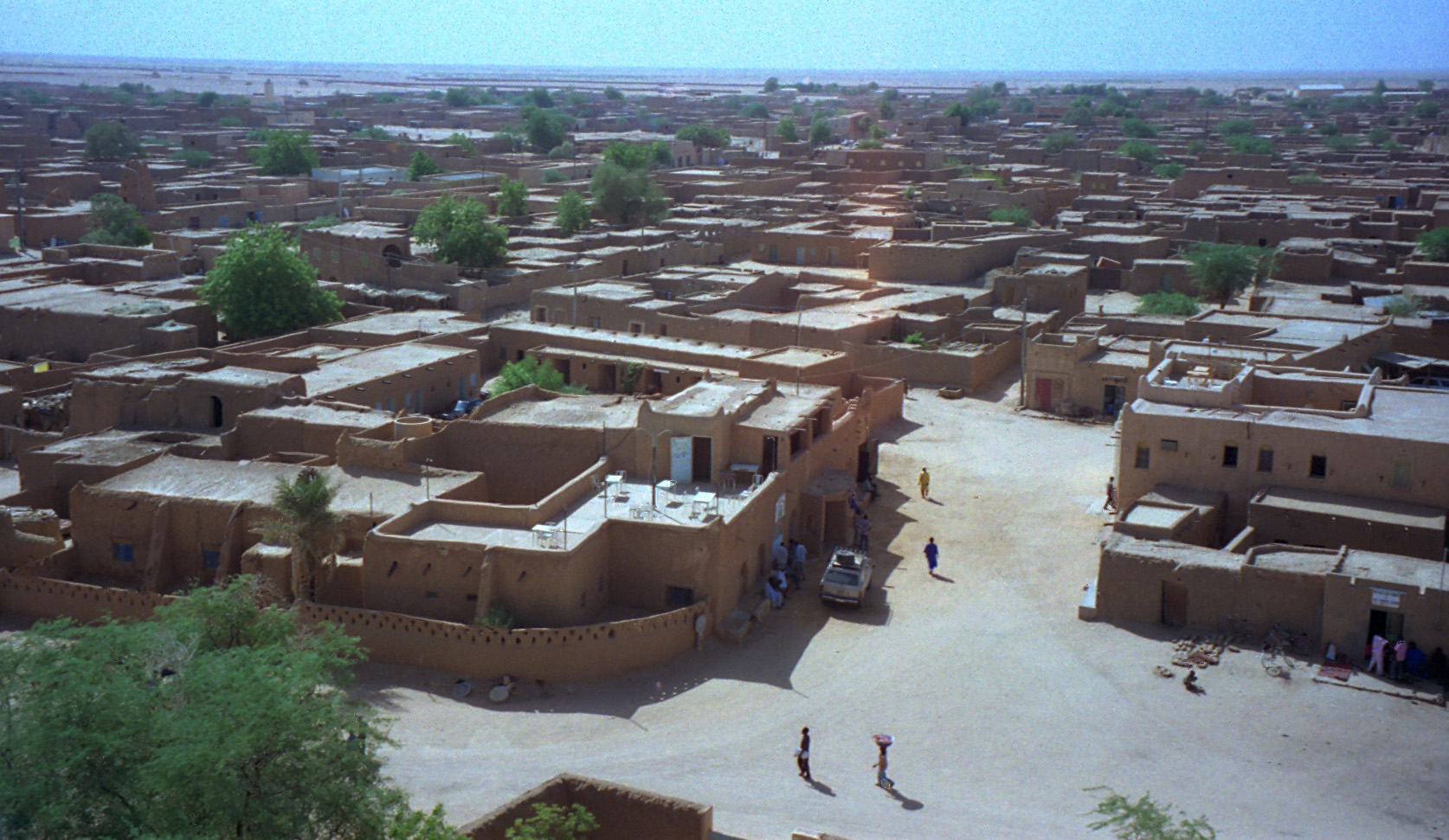
Het historisch centrum van Agadez in Niger

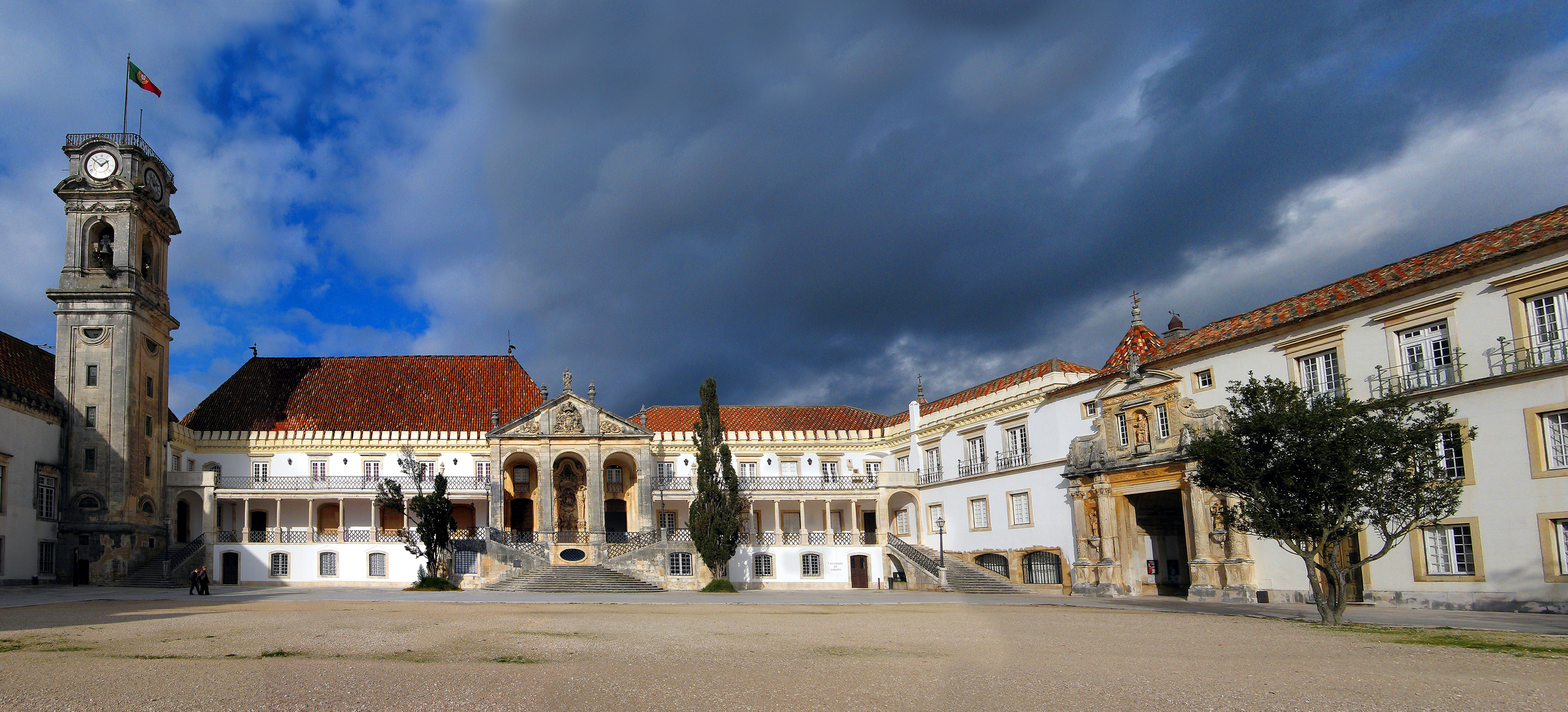
De Universiteit van Coimbra in Portugal

De 37e sessie van de Commissie voor het Werelderfgoed vond plaats van 16 juni tot en met 27 juni 2013 in de Cambodjaanse steden Phnom Penh en Siem Reap. De commissie oordeelde over 27 nieuwe projecten, en enkele aanpassingen of uitbreidingen die door landen werden ingediend en voorafgaand aan de sessie door werkgroepen van de commissie waren geëvalueerd op de volledigheid van het dossier. Voor de start van de sessie bestond de werelderfgoedlijst uit 962 erfgoederen: 188 natuurerfgoedsites, 745 culturele erfgoedsites en 29 gemengde sites.
Bij de voorgedragen nieuwe erfgoedsites die geëvalueerd werden, was ook een Nederlandse voordracht: de erkenning als cultureel werelderfgoed van het Haarlemse Teylers Museum. Toen in mei evenwel duidelijk werd dat de werelderfgoedcommissie nog te veel vragen had bij de aanvraag, trok Nederland zijn aanvraag vooraf terug in. Andere culturele sites die voorgedragen werden waren onder meer de rijstterrassen van het Chinese Honghe Hani, het Duitse Bergpark Wilhelmshöhe en het historisch centrum van Agadez in Niger. De Luxemburgse stad Vianden en zijn kasteel werden dit jaar niet weerhouden.
Verder werden ook onder meer de Namibwoestijn, het Filipijns Mount Hamiguitan nationaal park, de Siciliaanse Etna, het Vietnamese Nationaal park Cát Tiên en het Mexicaanse Biosfeerreservaat El Pinacate y Gran Desierto de Altar voorgedragen als natuurerfgoed.
Bij de gemengde sites werden onder meer de Guinee-Bissause Bissagoseilanden en het Canadees biosfeerreservaat Pimachiowin Aki als toevoegingen voorgesteld.

## Nieuw in 2013
In totaal zijn er na deze sessie negentien nieuwe erfgoedsites aan de Werelderfgoedlijst toegevoegd: veertien cultuurerfgoederen en vijf natuurerfgoederen. Van Fiji en Qatar is dit jaar de eerste erfgoedsite op de lijst ingeschreven. Lesotho is via een uitbreiding van het erfgoed "uKhahlamba / Drakensbergenpark" eveneens voor het eerst op de Werelderfgoedlijst gekomen. Tadzjikistan en Namibië kregen hun eerste natuurerfgoed op de lijst, Niger zijn eerste cultuurerfgoed.
Met de nieuwe toevoegingen en uitbreidingen bestaat de werelderfgoedlijst uit 981 erfgoederen, waarvan 759 culturele, 193 natuurlijke en 29 gemengde.

### Cultuurerfgoed
- Canada: Baskische walvishaven van Red Bay[3]
- China: Cultuurlandschap van rijstterrassen van de Hani in Honghe[4]
- Duitsland: Bergpark Wilhelmshöhe[2]
- Fiji: Historische havenstad Levuka[3]
- India: Heuvelforten van Rajasthan[5]
- Iran: Golestanpaleis[6]
- Italië: Villa's en tuinen van de Medici in Toscane[2]
- Japan: Fujisan, heilige plaats en bron van artistieke inspiratie[3]
- Niger: Historisch centrum van Agadez[3]
- Noord-Korea: Historische monumenten en sites in Kaesŏng[6]
- Oekraïne: Oude stad Taurisch Chersonesos en zijn chora[6]
- Polen/Oekraïne: Houten tserkva's van de Karpaten in Polen en Oekraïne[5]
- Portugal: Universiteit van Coimbra - Alta en Sofia[3]
- Qatar: Archeologische site van Al Zubarah[3]

### Natuurerfgoed
- China: Tiensjan in Sinkiang[7]
- Italië: Etna[8]
- Mexico: Biosfeerreservaat El Pinacate y Gran Desierto de Altar[8]
- Namibië: Zandzee van de Namib[7]
- Tadzjikistan: Nationaal Park Tadzjikistan (Bergen van de Pamir)[8]

## Wijzigingen in 2013

### Naamsveranderingen
- Cuba: "Old Havana and its Fortifications" wordt "Old Havana and its Fortification System".
- Ierland: "Archaeological Ensemble of the Bend of the Boyne" wordt "Brú na Bóinne - Archaeological Ensemble of the Bend of the Boyne" (Nederlands: Brú na Bóinne - Archeologisch ensemble van de Bend of the Boyne).
- Polen: "Wooden Churches of Southern Little Poland" wordt "Wooden Churches of Southern Małopolska" (Nederlands: Houten kerken van zuidelijk Małopolska).
- Polen: "Cracow's Historic Centre" wordt "Historic Centre of Kraków".
- Verenigd Koninkrijk: "Westminster Palace, Westminster Abbey and Saint Margaret’s Church" wordt "Palace of Westminster and Westminster Abbey including Saint Margaret’s Church".
- Zuid-Afrika: "Fossil Hominid Sites of Sterkfontein, Swartkrans, Kromdraai, and Environs" wordt "Fossil Hominid Sites of South Africa" (Nederlands: "Gebieden met hominide-fossielen van Zuid-Afrika").
- Zwitserland: "Convent of St Gall" wordt "Abbey of St Gall".

### Uitbreidingen
- Kenia: Nationaal park Mount Kenya wordt uitgebreid met het Lewa Wildlife Conservancy, dat een kern van bijna 20.000 hectare en een bufferzone van bijna 70.000 hectare omvat.[7]
- Lesotho/Zuid-Afrika: Het uKhahlamba-Drakensbergenpark wordt uitgebreid met 6550 hectare van het Sehlabathebe National Park in Lesotho. De nieuwe naam van het erfgoed wordt "Grensoverschrijdende Werelderfgoedsite Maloti Drakensberg".[4]
- Polen: Het werelderfgoed Wieliczka-zoutmijn wordt uitgebreid met de Bochnia-zoutmijn. Het erfgoed krijgt de nieuwe naam "Koninklijke Wieliczka- en Bochnia-zoutmijnen".

### Verwijderd van de Lijst van bedreigd werelderfgoed
- Iran: Bam en zijn cultuurlandschap[9]

### Toegevoegd aan de Lijst van bedreigd werelderfgoed
- Salomonseilanden: East Rennell[10]
- Syrië: Oude stad Damascus[11]
- Syrië: Oude stad Bosra[11]
- Syrië: Ruïnes van Palmyra[11]
- Syrië: Oude stad Aleppo[11]
- Syrië: Krak des Chevaliers en Qalat Salah El-Din[11]
- Syrië: Oude dorpen van Noord-Syrië[11]

1977 · 
1978 · 
1979 · 
1980 · 
1981 · 
1982 · 
1983 · 
1984 · 
1985 · 
1986 · 
1987 · 
1988 · 
1989 · 
1990 · 
1991 · 
1992 · 
1993 · 
1994 · 
1995 · 
1996 · 
1997 · 
1998 · 
1999 · 
2000 · 
2001 · 
2002 · 
2003 · 
2004 · 
2005 · 
2006 · 
2007 · 
2008 · 
2009 · 
2010 · 
2011 · 
2012 · 
2013 · 
2014 · 
2015 · 
2016 · 
2017 · 
2018 · 
2019 · 
2020-2021 ·
2022-2023 ·
2024 ·
2025